# The Yeomen of the Guard
The Yeomen of the Guard és una òpera del Savoy, amb música d'Arthur Sullivan i llibret en anglès de W. S. Gilbert. Es va estrenar al Teatre Savoy el 3 d'octubre de 1888, i va arribar a les 423 representacions. Aquesta va ser l'onzena col·laboració de les catorze entre Gilbert i Sullivan.
L'òpera s'ambienta a la Torre de Londres, durant el segle xvi, i és la més fosca, i potser la més atractiva emocionalment, de les òperes del Savoy, i acaba amb un personatge principal amb el cor trencat i dos compromisos molt reticents, més que els usuals nombrosos matrimonis. El llibret conté considerable humor, però la típica sàtira de Gilbert i les desordenades complicacions de la trama estan atenuades en comparació d'altres òperes de Gilbert i Sullivan. El diàleg, encara que està en prosa, és gairebé shakespearià, o d'estil anglès modern primerenc.
Els crítics consideren que la partitura és la millor de Sullivan, incloent la seva obertura, que és més aviat en forma sonata, en comptes d'un popurri seqüencial de balades de l'òpera, com en la major part de les altres obertures de Gilbert i Sullivan. Aquesta és la primera òpera del Savoy que va usar l'orquestra més àmplia de Sullivan, incloent un segon fagot i un tercer trombó. La major part de les òperes posteriors de Sullivan, incloent aquelles no compostes amb Gilbert com a llibretista, usen aquesta orquestra més gran.